# 東林郡
東林郡（トンニムぐん）は、朝鮮民主主義人民共和国平安北道に属する郡。

## 地理
平安北道南部に位置し、南は黄海に面する。東に宣川郡、北に天摩郡・枇峴郡、西に塩州郡・鉄山郡と境を接する。

## 行政区画
1邑・2労働者区・20里を管轄する。
| - 東林邑（トンニムプ） - 新谷労働者区（シンゴンノドンジャグ） - 梧峰労働者区（オボンノドンジャグ） - 古軍営里（コグニョンニ） - 南三里（ナムサムニ） - 龍山里（リョンサンニ） - 龍淵里（リョンヨンニ） - 磨星里（マソンニ） - 保聖里（ポソンニ） - 付皇里（プファンニ） - 山城里（サンソンニ） - 三成里（サムソンニ） | - 上寿里（サンスリ） - 雁山里（アンサンニ） - 月谷里（ウォルコンニ） - 月安里（ウォランニ） - 殷峯里（ウンボンニ） - 仁豆里（インドゥリ） - 仁豊里（インプンニ） - 蚕峯里（チャムボンニ） - 清江里（チョンガンニ） - 青松里（チョンソンニ） - 豊川里（プンチョンニ） |

## 歴史
1952年の北朝鮮の地方行政区画再編により、宣川郡・鉄山郡の一部が分割されて東林郡（1邑24里）が編成された。

### 年表
この節の出典
- 1952年12月 - 郡面里統廃合により、平安北道宣川郡深川面・龍淵面および水清面・新府面の各一部、鉄山郡站面および余閑面の一部地域をもって、東林郡を設置。東林郡に以下の邑・里が成立。(1邑24里)
  - 東林邑・鶴峴里・牧使垈里・雁山里・山城里・清江里・月谷里・付皇里・仁豆里・磨星里・三成里・保鷹里・保聖里・仁豊里・龍淵里・上寿里・殷峯里・梧峰里・東川里・柳亭里・月安里・蚕峯里・龍山里・新谷里・豊川里
- 1953年 - 新谷里が新谷労働者区に昇格。(1邑1労働者区23里)
- 1954年 (1邑1労働者区23里)
  - 東林邑が古軍営里に降格。
  - 東川里・柳亭里および龍山里・梧峰里の各一部が合併し、東林邑が発足。
  - 枇峴郡南三里を編入。
- 1958年 - 鶴峴里が牧使垈里に編入。(1邑1労働者区22里)
- 1967年4月 - 新谷労働者区が豊川里、鉄山郡加峯労働者区に分割編入。(1邑22里)
- 1967年10月 - 豊川里の一部が鉄山郡加峯労働者区の一部と合併し、新谷労働者区が発足。(1邑1労働者区22里)
- 1972年 - 保鷹里が保聖里・上寿里・殷峯里・仁豊里に分割編入。(1邑1労働者区21里)
- 1981年 - 牧使垈里が青松里に改称。(1邑1労働者区21里)
- 1988年 - 梧峰里が梧峰労働者区に昇格。(1邑2労働者区20里)

## 交通

### 鉄道
- 平義線
  - 清江駅 - 東林駅
- 鉄山線
  - 東林駅

## 文化・観光
- 東林瀑布
関西八景の一つ。